# ديك هال
ديك هال (بالإنجليزية: Dick Hall)‏ (3 يوليو 1945 بجزيرة بورتلاند في المملكة المتحدة - ) هو مدرب كرة قدم ولاعب كرة قدم أمريكي في مركز الظهير. شارك مع منتخب الولايات المتحدة لكرة القدم. أما مع النوادي، فقد لعب مع نادي بورنموث وووترفورد يونايتد ودالاس تورنايدو ونادي ويموث.

## وصلات خارجية
- ديك هال على موقع ناشيونال فوتبول تيمز (الإنجليزية)